# Analogni letalski računalnik
Analogni letalski računalnik (ang.Flight computer, kdaj tudi "whiz wheel") je  mehanska naprava okrogle oblike, ki se uporablja v letalstvu za računanje različnih parametrov, potrebnih za načrtovanje in tudi vodenje poleta. 
Popularni tipi z jezičkom za veter: ASA E6-B, Jeppesen E6-B, Pooleys CRP-I, AVIAT 617, IWA-11092. 
Tipi krožnega računarja: Jeppesen CR-3, ASA E6B CIRC, Jeppesen CR-5. 
Na prednji strani se pri praktično vseh izvedbah analognih računal nahajajo sledeče zadeve:
- možnost množenja in deljenja števil. Števila so razporejena po krogu v obsegu 10 - 100, uporabnik pa prikazan rezultat glede na velikost vhodnih podatkov lahko množi ali deli s potencami števila 10, da dobi pravi rezultat.
- preračuni, vezani na število 60 - čas, pot, hitrost, poraba goriva,...
- pretvorniki enot, kot so pretvorbe mase (kg ↔ lb), dolžine (m ↔ ft), volumna (gal ↔ l), mase volumna goriva in olja, temperature (°C ↔ F),...
- Izračun prave višine in prave hitrosti v odvisnosti od višine in temeprature zraka
- Nekatere izvedbe nudijo še dodatne izračune, kot so popravki smeri ob letenju iz kurza, razdalje do radionavigacijskih sredstev, itd

Na zadnji strani se nahaja t.i. trikotnik vetra, s katerim je možno izračunati vpliv vetra na potovalno hitrost letala in zanos s kurza, ki služi popravku smeri med letom. Ta del ponavadi vključuje še dodatno skalo za pretvorbo prave smeri v magnetno smer (upoštevanje magnetne deklinacije)

Kdaj jih označujemo po oznaki proizvajalca, kot je Jeppesen E6B, Jeppesen CR-3 ali Pooley's CRP-5. So eni izmed redkih analognih računalnikov, ki so še v uporabi v 21. stoletju.
Uporabljajo se pri šolanju tako športnih, kot tudi poklicnih pilotov, uporabljajo pa jih tudi vojaški piloti.  

## Galerija
- Letalski računalnik
- E6B
- CRP-5
- E6B Jeppesen
- računalnik iz druge svetovne vojne